# VDL Bus & Coach

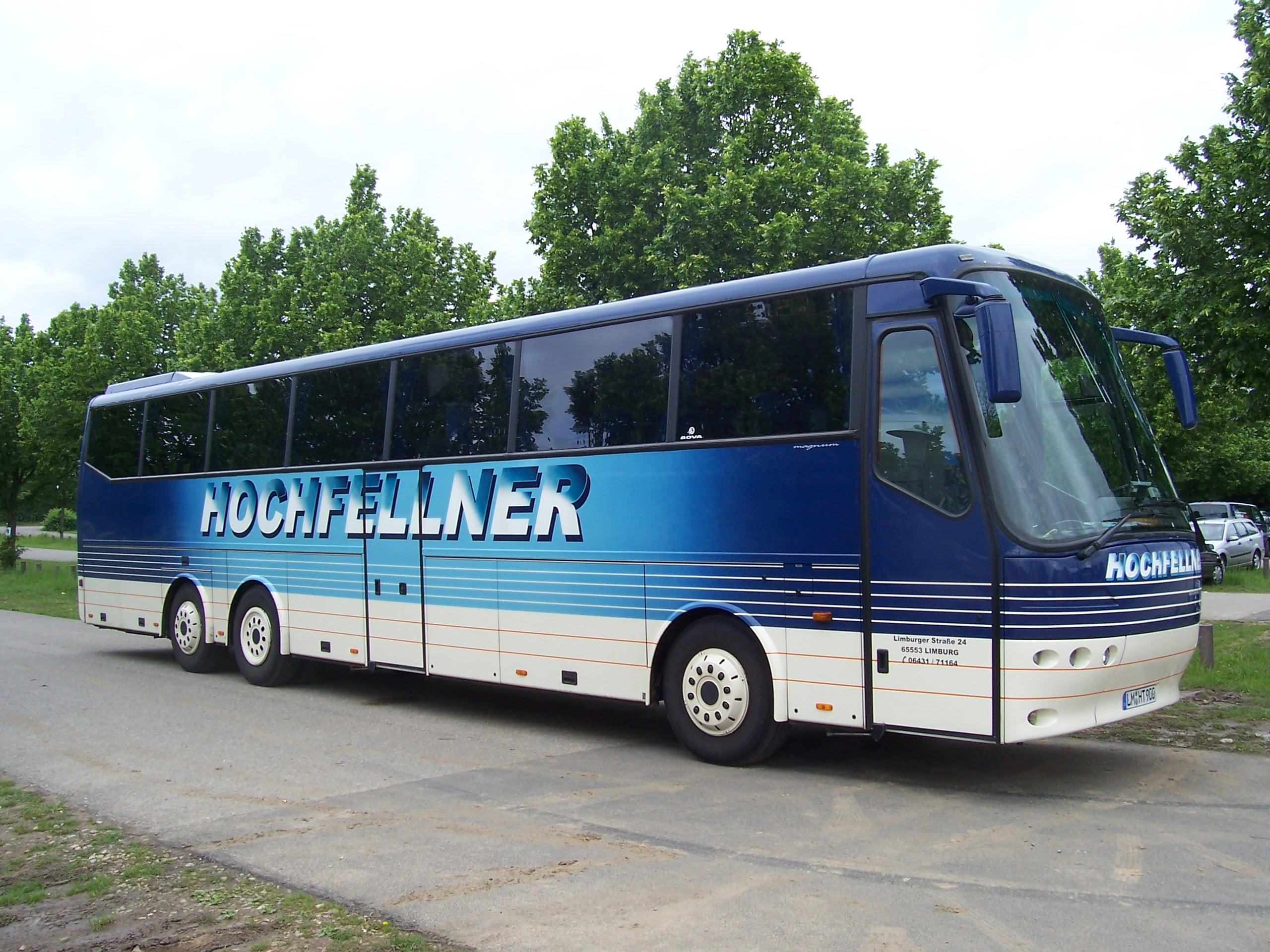
VDL Bova Futura Magnum w Mannheim

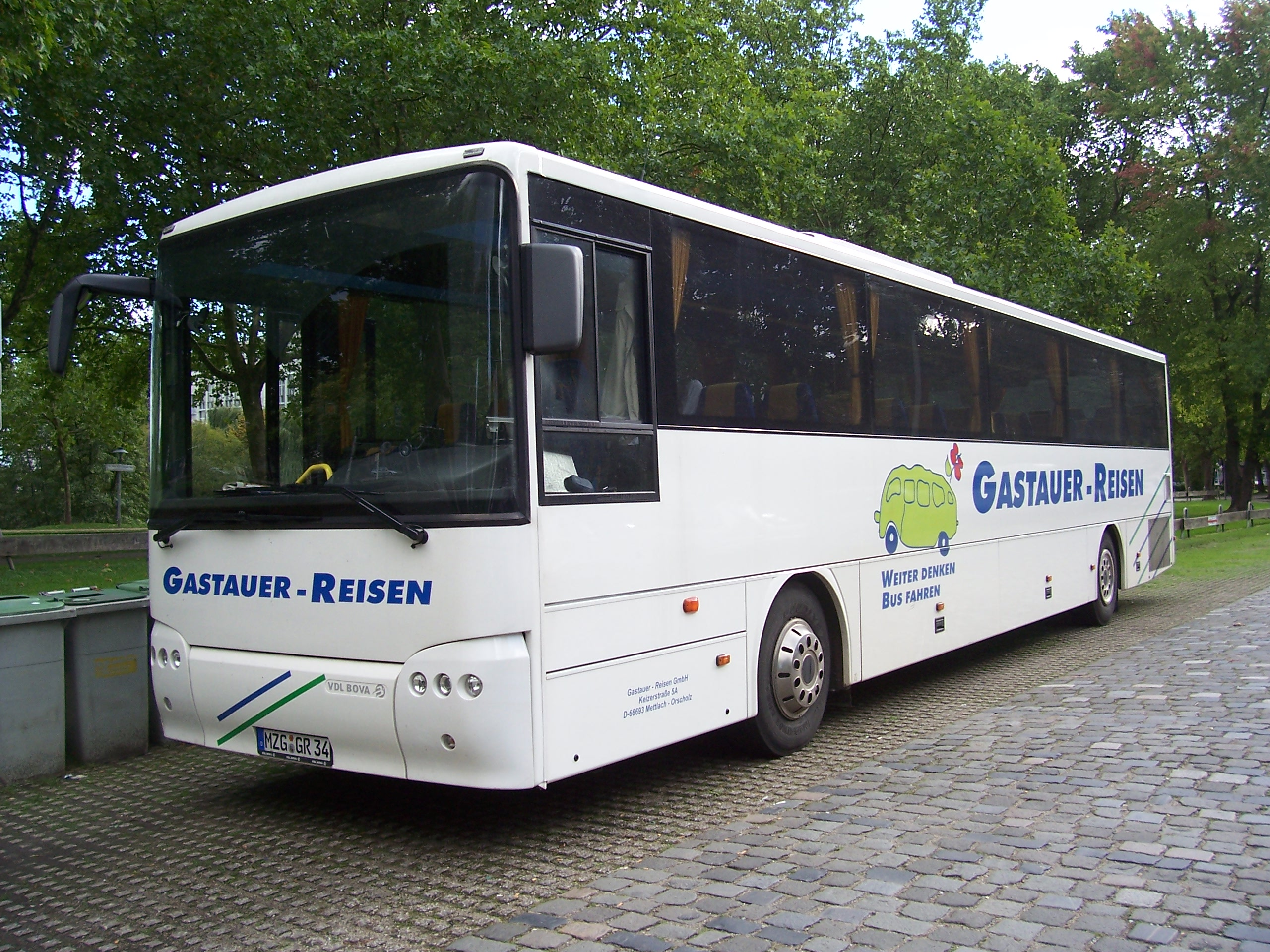
VDL Bova Lexio w Mannheim

VDL Bus & Coach (dawniej: VDL Bova) – przedsiębiorstwo specjalizujące się w produkcji autobusów, a zwłaszcza autokarów. Jego główna siedziba mieści się w Valkenswaard (aglomeracja Eindhoven) w Holandii. Obecnie należy do koncernu VDL Groep.

## Historia

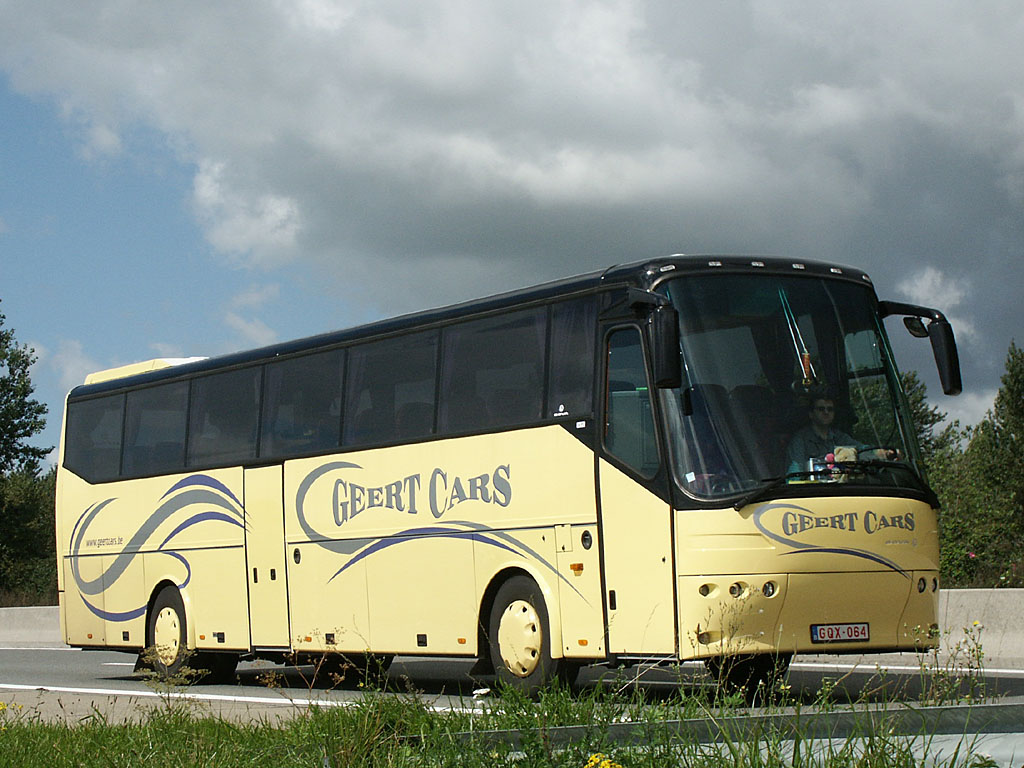
VDL Bova Futura w 2004 roku

Jacobus D. Bots założył w 1878 r. firmę, dzisiaj znaną jako „Bova”, zajmującą się obróbką drewna. Jej siedziba mieściła się w Valkenswaard. Kiedy J.D. Bots zmarł, interes przejął najstarszy syn Simon, który jako pierwszy użył nazwy „Bova”. Nazwa pochodziła od pierwszych liter nazwiska właściciela oraz nazwy miejscowości. Miała wyróżniać jego wyroby spośród konkurencji. Po kilku latach Simon zmarł na gruźlicę, a firma została „przepisana” na jego młodszego brata, Jamesa Davida Botsa.
W 1925 r. rozpoczęto produkcję drewnianych skrzyniowych zabudów do ciężarówek. James Bots zrewolucjonizował transport masowy w 1931 r., kiedy jako prezes Bovy, stworzył pierwsze nadwozie autokaru na świecie. W 1969 r. wprowadzono model Benelux. Był to pierwszy model integralny firmy. W 1977 r. został on zastąpiony przez rodzinę autokarów Bova Europa, która przyczyniła się do rozszerzenia sprzedaży eksportowej. W 1983 r. rozpoczęto produkcję najbardziej znanej i popularnej rodziny autokarów Bova Futura produkowanej do dziś w zmodernizowanej wersji. Jej cechą charakterystyczną jest wypukła ściana przednia, która stała się znakiem rozpoznawczym autokarów Bova. Była również kopiowana przez inne firmy, m.in. w autokarach Autosan.
W latach 1989–1993 firma należała do koncernu United Bus.
W 1999 r. zadebiutował autokar Bova Magiq, który osiągnął duży sukces na rynku autobusów turystycznych. W 2003 r. „Bova” stała się częścią VDL Groep, i kontynuuje produkcję pod nazwą VDL Bova. W 2004 r. wprowadzono piętrowy autokar Bova Synergy, powstały przy współpracy z firmą Berkhof Valkenswaard również należącą do „VDL Groep”. Rok później wprowadzono międzymiastowy model Lexio. W marcu 2005 r. powstał 8000 autobus rodziny Futura.
„VDL Bova” produkuje rocznie około 800 sztuk autobusów. Główne rynki zbytu w 2007 r. to Francja (154 szt.), Niemcy (153), kraje Beneluksu (102) oraz Wielka Brytania (72). W Polsce sprzedaż waha się w przedziale 20–30 sztuk rocznie (2007 – 28 szt.).
W zakresie silników Bova, podobnie jak całe „VDL Groep”, współpracuje z firmą DAF.

## Aktualne modele VDL
- Futura
- Citea